# Federico Carlo d'Assia-Kassel
Federico Carlo Luigi Costantino d'Assia-Kassel (in tedesco Friedrich Karl Ludwig Konstantin Landgraf von Hessen-Kassel, in finlandese Fredrik Kaarle; Plön, 1º maggio 1868 – Kassel, 28 maggio 1940) è stato principe e langravio d'Assia-Kassel. Cognato dell'imperatore tedesco Guglielmo II, venne eletto re di Finlandia e Carelia il 9 ottobre 1918 con il nome di Carlo I; abdicò alla corona finlandese il 14 dicembre del 1918, senza mai averne preso effettivamente possesso.

## Biografia

### Primi anni
Federico nacque nel castello di famiglia, Gut Panker, nel distretto di Plön, nell'Holstein, figlio terzogenito del principe Federico Guglielmo d'Assia-Kassel e di sua moglie, la principessa Anna di Prussia, figlia a sua volta del principe Carlo di Prussia e della principessa Maria di Sassonia-Weimar-Eisenach. Il padre, Federico, ufficiale dell'esercito danese, fu il più sostenuto tra i candidati di Cristiano VIII di Danimarca nel 1840 per succedergli nel trono danese all'estinzione della linea maschile, ma rinunciò ai suoi diritti al trono nel 1851 in favore della propria sorella, Luisa d'Assia-Kassel. Federico infatti, pur non essendo fisicamente nato in territorio danese, aveva acquisito la cittadinanza in tenera età e in Danimarca aveva trascorso tutta la sua infanzia, ma nel 1875, quando si estinse la linea degli Assia-Kassel, egli si spostò nel nord della Germania, dove avevano sede i territori di famiglia.
Diciotto giorni dopo la sua nascita, sua cugina di primo grado, Dagmar di Danimarca, figlia di sua zia, la regina Luisa di Danimarca, diede alla luce a San Pietroburgo Nicola II di Russia, che fu tra gli altri titoli anche re di Finlandia dal 1894 al 1917.

### Il trono finlandese

Disegno del progetto della corona di Finlandia.

La Finlandia aveva dichiarato la propria indipendenza dalla Russia il 6 dicembre, 1917, accendendo un dibattito nello stato stesso al fine di decidere se la Finlandia dovesse rimanere una monarchia o diventare una repubblica. Al tempo della dichiarazione d'indipendenza, i monarchici finlandesi erano una fazione minoritaria dell'Eduskunta (Parlamento), e la questione della forma di governo venne rinviata alla fine del conflitto. Dopo una guerra civile e dopo che il partito socialdemocratico venne escluso dall'Eduskunta, Federico venne eletto al trono del Regno di Finlandia il 9 ottobre 1918.
La Lituania, che fu presa a modello dalla Finlandia, nel luglio 1918 elesse Guglielmo Carlo, duca di Urach e conte di Württemberg come re Mindaugas II di Lituania. Lettonia e Estonia formarono invece un'"Assemblea Generale delle Province" consistente degli aristocratici tedeschi dell'area baltica sotto la protezione dell'imperatore Guglielmo II al fine di riconoscere l'area come provincia sotto protettorato tedesco. Di conseguenza Adolfo Federico, Duca di Meclemburgo-Schwerin venne nominato Duca "del Ducato Baltico Unito".
La Finlandia, come del resto i paesi baltici, avevano all'inizio stretti rapporti con la Germania. Essa era difatti l'unica potenza internazionale che aveva supportato l'indipendenza di queste nazioni attraverso le Truppe di Cacciatori Finlandesi. La Germania era inoltre intervenuta nella guerra civile per risolvere la situazione. La vicinanza della Finlandia alle posizioni della Germania divenne più palese con il protettorato del 1918 e con l'elezione di Federico Carlo d'Assia-Kassel, cognato dell'Imperatore, a re di Finlandia.
L'adozione di una nuova costituzione monarchica venne basata su quella del 1772, adottata sotto il re Gustavo III di Svezia, quando la Finlandia era parte della Svezia. Lo stesso documento era del resto già stato il modello fondante del Granducato di Finlandia instaurato dagli zar russi nel XIX sec.
Federico Carlo assunse il nome di Carlo I ed i titoli di Re di Finlandia e Carelia, Duca delle Åland, Gran Principe di Lapponia, Signore di Kaleva e della Pohjola, anche se secondo la tradizione avrebbe dovuto assumere il nome di Väinö I, nome con cui veniva presentato dalla stampa satirica dell'epoca.
L'11 novembre 1918 venne firmato l'armistizio tra le varie fazioni della prima guerra mondiale, e due giorni dopo Guglielmo II abdicò e la Germania intera venne dichiarata una repubblica. Alla sconfitta della Germania nella Grande Guerra, nessuno degli alleati vincitori avrebbe tollerato la presenza di Federico Carlo sul trono del Regno di Finlandia e venne perciò concordata la rinuncia al trono per il 14 dicembre 1918. Nel 1925 la Finlandia adottò una costituzione repubblicana.

### Ultimi anni
Il langravio Alessandro d'Assia-Kassel abdicò il 15 marzo 1925 dal titolo di capo della casa d'Assia e come tale Federico Carlo gli succedette. Alla morte di Federico Carlo gli succedette il figlio maggiore, Filippo. Ad ogni modo, secondo documenti d'epoca, il successore di Federico Carlo al trono finlandese avrebbe dovuto essere il suo figlio secondogenito, il principe Volfango d'Assia-Kassel (1896–1989), mentre Filippo avrebbe mantenuto il titolo di capo della casa d'Assia. Wolfgang era coi suoi genitori nel 1918, pronto a partire alla volta della Finlandia, dove era stato organizzato un matrimonio con una nobildonna finlandese, al fine di ufficializzarlo principe ereditario. Filippo a quel tempo era impegnato sul fronte.

## Matrimonio e figli

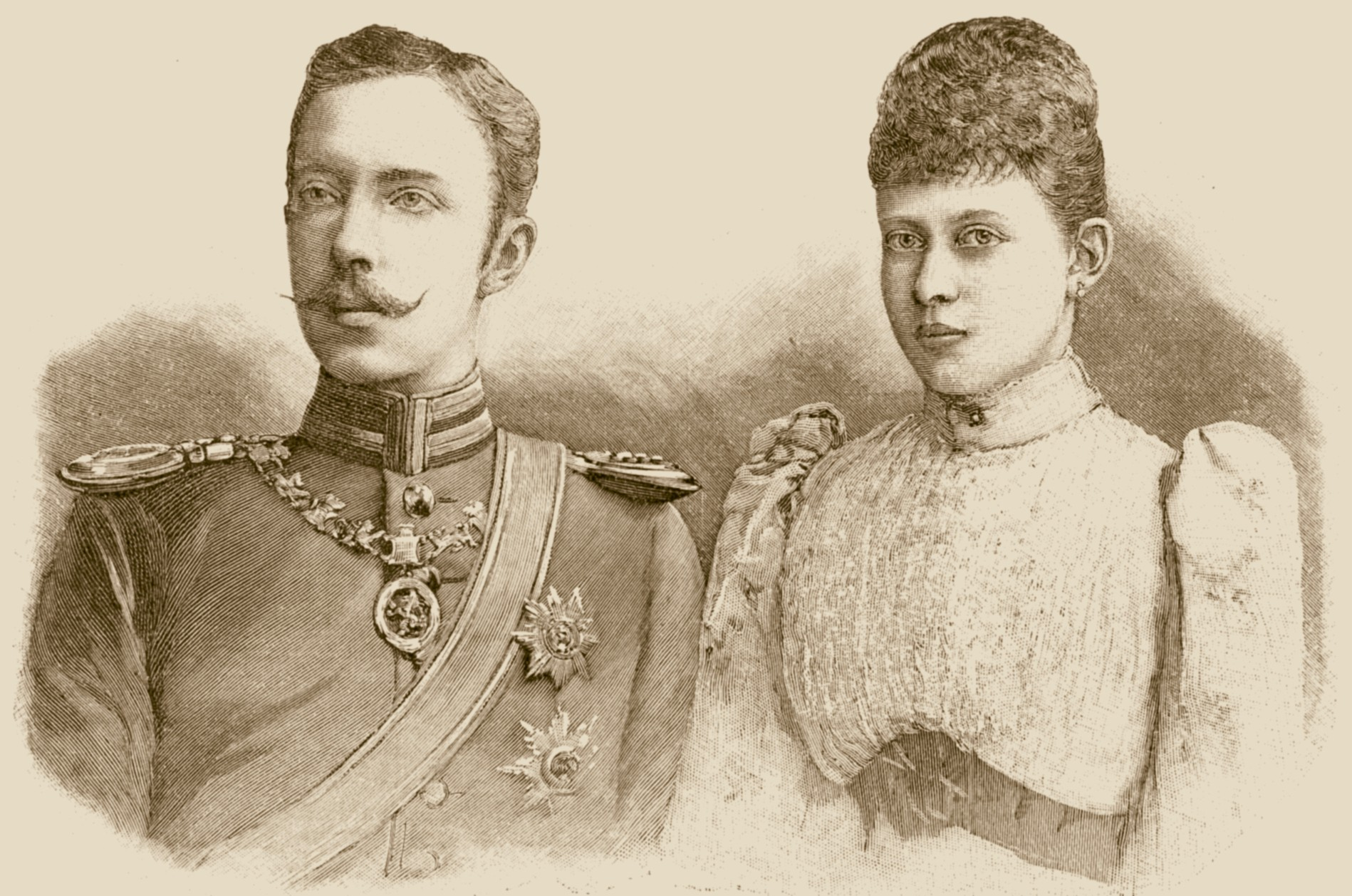
Federico Carlo d'Assia-Kassel e la moglie, la principessa Margherita di Prussia in una litografia realizzata in occasione del loro matrimonio

Il 25 gennaio 1893 Federico sposò la principessa Margherita di Prussia, la figlia minore di Federico III di Germania e di Vittoria d'Inghilterra, figlia maggiore della regina Vittoria di Gran Bretagna e del consorte Alberto di Sassonia-Coburgo-Gotha. Da questo matrimonio nacquero i seguenti figli:
- Federico Guglielmo Sigismondo Vittorio (1893-1916), morì in Romania nel corso della prima guerra mondiale;
- Massimiliano Federico Guglielmo Giorgio Edoardo (1894-1914), morì nelle Fiandre nel corso della prima guerra mondiale;
- Filippo (1896-1980);
- Volfango Maurizio (1896-1989);
- Riccardo (1901-1969);
- Cristoforo (1901-1943), morto in un incidente aereo durante la seconda guerra mondiale, presso Forlì.

## Albero genealogico
|                                   |                                   |                                            | Genitori                                    |  |  | Nonni |  |  | Bisnonni                |  |  | Trisnonni                  |  |
|                                   |                                   |                                            |                                             |  |  |       |  |  | Federico d'Assia-Kassel |  |  | Federico II d'Assia-Kassel |  |
|                                   |                                   |                                            |                                             |  |  |       |  |  | Federico d'Assia-Kassel |  |  | Federico II d'Assia-Kassel |  |
|                                   |                                   | Maria di Hannover                          |                                             |  |  |       |  |  | Federico d'Assia-Kassel |  |  |                            |  |
| Guglielmo d'Assia-Kassel          |                                   |                                            |                                             |  |  |       |  |  | Federico d'Assia-Kassel |  |  |                            |  |
|                                   |                                   | Carolina di Nassau-Usingen                 | Carlo Guglielmo di Nassau-Usingen           |  |  |       |  |  |                         |  |  |                            |  |
|                                   |                                   | Carolina di Nassau-Usingen                 | Carlo Guglielmo di Nassau-Usingen           |  |  |       |  |  |                         |  |  |                            |  |
|                                   |                                   | Carolina di Nassau-Usingen                 | Carolina Felicita di Leiningen-Dagsburg     |  |  |       |  |  |                         |  |  |                            |  |
| Federico Guglielmo d'Assia-Kassel |                                   | Carolina di Nassau-Usingen                 |                                             |  |  |       |  |  |                         |  |  |                            |  |
|                                   |                                   | Federico di Danimarca                      | Federico V di Danimarca                     |  |  |       |  |  |                         |  |  |                            |  |
|                                   |                                   | Federico di Danimarca                      | Federico V di Danimarca                     |  |  |       |  |  |                         |  |  |                            |  |
|                                   |                                   | Federico di Danimarca                      | Giuliana Maria di Brunswick-Lüneburg        |  |  |       |  |  |                         |  |  |                            |  |
| Luisa Carlotta di Danimarca       |                                   | Federico di Danimarca                      |                                             |  |  |       |  |  |                         |  |  |                            |  |
|                                   |                                   | Sofia Federica di Meclemburgo-Schwerin     | Luigi di Meclemburgo-Schwerin               |  |  |       |  |  |                         |  |  |                            |  |
|                                   |                                   | Sofia Federica di Meclemburgo-Schwerin     | Luigi di Meclemburgo-Schwerin               |  |  |       |  |  |                         |  |  |                            |  |
|                                   |                                   | Sofia Federica di Meclemburgo-Schwerin     | Carlotta Sofia di Sassonia-Coburgo-Saalfeld |  |  |       |  |  |                         |  |  |                            |  |
| Federico Carlo d'Assia-Kassel     |                                   | Sofia Federica di Meclemburgo-Schwerin     |                                             |  |  |       |  |  |                         |  |  |                            |  |
|                                   | Federico Guglielmo III di Prussia | Federico Guglielmo II di Prussia           |                                             |  |  |       |  |  |                         |  |  |                            |  |
|                                   | Federico Guglielmo III di Prussia | Federico Guglielmo II di Prussia           |                                             |  |  |       |  |  |                         |  |  |                            |  |
|                                   | Federico Guglielmo III di Prussia | Federica Luisa d'Assia-Darmstadt           |                                             |  |  |       |  |  |                         |  |  |                            |  |
| Carlo di Prussia                  | Federico Guglielmo III di Prussia |                                            |                                             |  |  |       |  |  |                         |  |  |                            |  |
|                                   |                                   | Luisa di Meclemburgo-Strelitz              | Carlo II di Meclemburgo-Strelitz            |  |  |       |  |  |                         |  |  |                            |  |
|                                   |                                   | Luisa di Meclemburgo-Strelitz              | Carlo II di Meclemburgo-Strelitz            |  |  |       |  |  |                         |  |  |                            |  |
|                                   |                                   | Luisa di Meclemburgo-Strelitz              | Federica d'Assia-Darmstadt                  |  |  |       |  |  |                         |  |  |                            |  |
| Anna di Prussia                   |                                   | Luisa di Meclemburgo-Strelitz              |                                             |  |  |       |  |  |                         |  |  |                            |  |
|                                   |                                   | Carlo Federico di Sassonia-Weimar-Eisenach | Carlo Augusto di Sassonia-Weimar-Eisenach   |  |  |       |  |  |                         |  |  |                            |  |
|                                   |                                   | Carlo Federico di Sassonia-Weimar-Eisenach | Carlo Augusto di Sassonia-Weimar-Eisenach   |  |  |       |  |  |                         |  |  |                            |  |
|                                   |                                   | Carlo Federico di Sassonia-Weimar-Eisenach | Luisa Augusta d'Assia-Darmstadt             |  |  |       |  |  |                         |  |  |                            |  |
| Maria di Sassonia-Weimar-Eisenach |                                   | Carlo Federico di Sassonia-Weimar-Eisenach |                                             |  |  |       |  |  |                         |  |  |                            |  |
|                                   |                                   | Marija Pavlovna Romanova                   | Paolo I di Russia                           |  |  |       |  |  |                         |  |  |                            |  |
|                                   |                                   | Marija Pavlovna Romanova                   | Paolo I di Russia                           |  |  |       |  |  |                         |  |  |                            |  |
|                                   |                                   | Marija Pavlovna Romanova                   | Sofia Dorotea di Württemberg                |  |  |       |  |  |                         |  |  |                            |  |
|                                   |                                   | Marija Pavlovna Romanova                   |                                             |  |  |       |  |  |                         |  |  |                            |  |